# Dutch Touring Car Championship
Het Dutch Touring Car Championship (DTCC) was een toerwagenkampioenschap in Nederland van 1997 tot en met 2002, en de koningsklasse van de Nederlandse autosport in die jaren. Nadat enkele Nederlandse auto-importeurs zich terugtrokken, besloten de overgebleven importeurs (van Renault en BMW) deze klasse eveneens te verlaten waarmee het ter ziele ging.

## Voor het DTCC
In 1963 ging men van start met het Nederlands Toerwagen Kampioenschap. Vanaf 1973 werd dit kampioenschap uitgebreid met de deelname van de krachtigere GT-wagens. Vanaf 1986 werd het hervormd tot Dutch Production Car Championship (DPCC). Hierin werden o.a Cor Euser(1993), Tom Coronel (1992), Patrick Huisman (1991) en Paul van Splunteren (1990) kampioen. In 1997 ontstond het het Dutch Touring Car Championship, dat werd georganiseerd tot 2002.

## Na het DTCC
Door velen werd de Dutch Supercar Challenge gezien als de opvolger van het DTCC. Echter waren er door de jaren ook verschillende Cup Kampioenschappen die nu als 'koningsklasse' werden aangemerkt zoals de Porsche GT3 Cup in 2005 en de BMW 130i Cup in 2006, 2007 en 2008.
Vanaf 2008 was er binnen het Dutch Power Pack weer een A-klasse evenement met meerdere merken: De Toerwagen Diesel Cup. Deze klasse is alleen voor auto's met een dieselmotor. Deelnemende auto's zijn onder andere: Volkswagen Golf TDI, Seat Ibiza TDI, BMW 120d, Alfa Romeo 147, Honda Civic en Toyota Auris. Vanaf 2009 is er het Dutch GT4 Championship wat door velen daadwerkelijk als opvolger van het DTCC wordt gezien. Binnen het Dutch Power Pack is het in ieder geval de nieuwe 'koningsklasse'. In het Dutch GT4 wordt er gereden met auto's als de Corvette, Aston Martin, Ginetta, Ford Mustang en BMW M3.

## De auto
Alle auto's die hier reden voldeden aan de FIA Groep N regels, in tegenstelling tot andere kampioenschappen zoals het British Touring Car Championship (BTCC) die volgens de Groep A regels rijden. Dat betekent dat de auto's vrijwel standaard waren. De standaard versnellingsbak en remmen waren de zwakke plekken in de auto. De belangrijkste merken in het kampioenschap waren Renault (Mégane Coupé 2.0), BMW (320i) en Mitsubishi (Carisma 1.8 GDI). In 2008 reed de DTCC tijdens de Wijzonol Trophy op Circuit Zandvoort. Er reden maar drie originele DTCC auto's mee, de rest werd aangevuld door BMW's uit het DNRT.

## Kampioenen DTCC
| Jaar | Coureur         | Team              | Auto                 |
| ---- | --------------- | ----------------- | -------------------- |
| 1997 | Duncan Huisman  | H&P Panorama Team | BMW 320i             |
| 1998 | Donald Molenaar | Renault Nederland | Renault Mégane Coach |
| 1999 | Cor Euser       | Carly Motors      | BMW 320i             |
| 2000 | Duncan Huisman  | Carly Motors      | BMW 320i             |
| 2001 | Sandor van Es   | Carly Motorsport  | BMW 320i             |
| 2002 | Duncan Huisman  | Carly Motors      | BMW 320i             |